# 27425 Bakker
27425 Bakker este un asteroid din centura principală de asteroizi.

## Descriere
27425 Bakker este un asteroid din centura principală de asteroizi. A fost descoperit pe 1 martie 2000 în cadrul proiectului CSS. Asteroidul prezintă o orbită caracterizată de o semiaxă mare de 2,31 ua, o excentricitate de 0,11 și o înclinație de 6,7° în raport cu ecliptica.